# Tour de la Drôme
Le Tour de la Drôme est une ancienne course cycliste par étapes féminine française, organisée dans le département de la Drôme. Créé en 1986, il faisait partie du calendrier de l'Union cycliste internationale en catégorie 2.3, puis en 2.2 lors de l'édition 2006. Le Tour disparaît après l'édition 2006.

## Palmarès
| Année     | Vainqueur          | Deuxième                  | Troisième                 |
| --------- | ------------------ | ------------------------- | ------------------------- |
| 1986      | Jeannie Longo      | Cécile Odin               | Dany Bonnoront            |
| 1987      | Jeannie Longo      | Cécile Odin               | Heidi Iratcabal           |
| 1988      | Jeannie Longo      | Danute Bankaitis-Davis    | Cécile Odin               |
| 1989      | Jeannie Longo      | Cécile Odin               | Maria Canins              |
| 1990      | Maria Canins       | Natalya Melekhina         | Karina Skibby             |
| 1991      | Marion Clignet     | Catherine Marsal          | Daiva Čepelienė           |
| 1992-1994 | Non-disputé        |                           |                           |
| 1995      | Jeannie Longo      | Fany Lecourtois           | Chantal Daucourt          |
| 1996      | Elizabeth Tadich   | Laurence Restoin          | Beatrice Rogue            |
| 1997      | Delphine Bezille   | Elisabeth Chevanne-Brunel | Aline Camboulives         |
| 1998      | Laurence Leboucher | Marcia Eicher             | Chantal Daucourt          |
| 1999      | Chantal Daucourt   | Priska Doppmann           | Sandra Temporelli         |
| 2000      | Non-disputé        |                           |                           |
| 2001      | Magali Le Floc'h   | Laurence Restoin          | Sylvie Riedle             |
| 2002      | Trixi Worrack      | Jeannie Longo             | Aline Camboulives         |
| 2003      | Tina Liebig        | Christiane Söder          | Susanne Beyer             |
| 2004      | Theresa Senff      | Priska Doppmann           | Marina Jaunatre           |
| 2005      | Priska Doppmann    | Sarah Grab                | Christiane Söder          |
| 2006      | Béatrice Thomas    | Liane Bahler              | Elisabeth Chevanne-Brunel |